# Sound of Madness
Sound of Madness è un singolo del gruppo musicale statunitense Shinedown, pubblicato nel 2009 ed estratto dall'album The Sound of Madness.

## Tracce
- Download digitale

1. Sound of Madness – 3:54